# Thulla Ridge
Thulla Ridge ist ein Gebirgskamm auf Signy Island im Archipel der Südlichen Orkneyinseln. Er erstreckt sich südöstlich des Tranquil Lake.
Der Falkland Islands Dependencies Survey nahm zwischen 1947 und 1950 Vermessungen vor. Die Royal Navy fotografierte ihn 1968. Das UK Antarctic Place-Names Committee benannte ihn 2004 in Anlehnung an die Benennungen der Thulla Cove und des Thulla Point. Deren Namensgeber ist der norwegische Dampfer Thulla, der zwischen 1911 und 1912 in den Gewässern um die Südlichen Orkneyinseln bei der Suche nach geeigneten Ankerplätzen für Fabrikschiffe für den Walfang zum Einsatz kam.